# 诺瓦莱萨
诺瓦莱萨（義大利語：Novalesa）是意大利皮埃蒙特大区都靈廣域市的一个市镇。总面积28平方公里，人口540人，人口密度19人/平方公里（2017年）。ISTAT代码为001169。

## 友好城市
- 法國勒莫内捷莱班